# Pleusymtes glabroides
Pleusymtes glabroides is een vlokreeftensoort uit de familie van de Pleustidae. De wetenschappelijke naam van de soort is voor het eerst geldig gepubliceerd in 1954 door Dunbar.